# ミオドラグ・ボージョヴィッチ
ミオドラグ・"グロフ"・ボージョヴィッチ（モンテネグロ語: Миодраг "Гроф" Божовић, ラテン文字表記: Miodrag "Grof" Božović, 1968年6月22日 - ）は、ユーゴスラビア（現モンテネグロ）・モイコヴァツ出身の元サッカー選手、サッカー指導者。現役時代のポジションはディフェンダー（DF）。

## 来歴
U-21ユーゴスラビア代表歴を持つ長身DF。1998年7月から、同じくユーゴスラビア人のFWドラガン・デュカノヴィッチとともにアビスパ福岡に加入。契約は1999年6月末まで残っていたが、構想から外れ1999年2月に契約解除になった。試合出場は8試合のみにとどまった。
2001年に引退後は指導者の道に進み、2002年6月にラドミロ・イバンチェビッチ監督のアシスタントコーチとしてコンサドーレ札幌のスタッフに加わったが、イヴァンチェヴィッチ監督の退任に伴い、数ヶ月で退団した。
帰国後はセルビア・モンテネグロリーグのFKボラツ・チャチャク、FKハイドゥク・ベオグラード、FKブドゥチノスト・ポドゴリツァの監督を歴任している。
2015-16シーズンより、古巣であるレッドスター・ベオグラードの指揮官に就任した。
2018年10月5日、クリリヤ・ソヴェトフ・サマーラの監督に就任した。

## 所属クラブ
- 1986年-1992年 FKブドゥチノスト・チトーグラード
- 1992年-1994年 レッドスター・ベオグラード
- 1994年-1996年 ペリタ・ジャヤ
- 1996年-1997年 APOPパフォスFC
- 1997年-1998年 RKCヴァールヴァイク
- 1998年7月-12月 アビスパ福岡
- 2000年 RBCローゼンダール

## 個人成績
| 国内大会個人成績 | 国内大会個人成績 | 国内大会個人成績 | 国内大会個人成績 | 国内大会個人成績 | 国内大会個人成績 | 国内大会個人成績 | 国内大会個人成績  | 国内大会個人成績 | 国内大会個人成績 | 国内大会個人成績 | 国内大会個人成績 |
| 年度             | クラブ           | 背番号           | リーグ           | リーグ戦         | リーグ戦         | リーグ杯         | リーグ杯          | オープン杯       | オープン杯       | 期間通算         | 期間通算         |
| 年度             | クラブ           | 背番号           | リーグ           | 出場             | 得点             | 出場             | 得点              | 出場             | 得点             | 出場             | 得点             |
| 日本             | 日本             | 日本             | 日本             | リーグ戦         | リーグ戦         | リーグ杯         | リーグ杯          | 天皇杯           | 天皇杯           | 期間通算         | 期間通算         |
| ---------------- | ---------------- | ---------------- | ---------------- | ---------------- | ---------------- | ---------------- | ----------------- | ---------------- | ---------------- | ---------------- | ---------------- |
| 1998             | 福岡             | 12               | J                | 8                | 0                | 0                | 0                 |                  |                  |                  |                  |
| 通算             | 日本             | 日本             | J                | 8                | 0                | 0                | 0\|\|\|\|\|\|\|\| |                  |                  |                  |                  |
| 総通算           | 総通算           | 総通算           | 総通算           | 8                | 0                | 0                | 0\|\|\|\|\|\|\|\| |                  |                  |                  |                  |

## 指導歴
- 2001年-2002年 FKベオグラード：アシスタントコーチ
- 2002年6月-9月 コンサドーレ札幌：コーチ
- 2003年-2004年 FKポラツ・チャチャク：監督
- 2004年 FKハイドゥク・ベオグラード：監督
- 2004年-2005年 AEパフォス：監督
- 2005年-2006年 FKボラツ・チャチャク：監督
- 2006年-2007年 FKブドゥチノスト・ポドゴリツァ：監督
- 2007年 FKグルバリ：監督
- 2007年 FKボラツ・チャチャク：監督
- 2008年 FCアムカル・ペルミ：監督
- 2009年 FCモスクワ：監督
- 2010年-2011年 FCディナモ・モスクワ：監督
- 2011年-2012年 FCアムカル・ペルミ：監督
- 2012年-2014年 FCロストフ：監督
- 2014年-2015年 FCロコモティフ・モスクワ：監督
- 2015年-2017年 レッドスター・ベオグラード：監督
- 2017年-2018年 FCアルセナル・トゥーラ：監督
- 2018年-2020年 クリリヤ・ソヴェトフ・サマーラ：監督
- 2021年-2022年 FCアルセナル・トゥーラ：監督

## タイトル

### 選手時代
レッドスター・ベオグラード
- ユーゴスラビア・カップ：1回（1992-93）

### 指導者時代
FCロストフ
- ロシア・カップ：1回（2013-14）

レッドスター・ベオグラード
- セルビア・スーペルリーガ：1回（2015-16）

### 個人
- セルビア・スーペルリーガ最優秀監督：1回（2015-16）